# 클래시 (잡지)

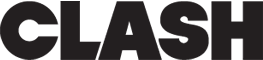

클래시(Clash)는 영국의 음악 및 패션 잡지이자 웹사이트이다. 현재는 뮤직 리퍼블릭 Ltd에서 매년 4호를 발간하고 있으며, 이전의 클래시 뮤직은 청산에 들어갔다.
2004년, 클래시는 PPA 매거진 어워드에서 베스트 뉴 매거진 상을 받았으며, 영국과 스코틀랜드에서 2011년 레코드 오브 더 데이 어워드에서의 올해의 잡지상과 같은 상을 수상하였다.

## 역사
클래시는 존 오루크와 사이먼 하퍼, 레인 카네기, 존폴 키칭이 설립하였다. 스코틀랜드의 던디에서 발행하던 잡지 바이브에서 떨어져 나온 것으로, 2004년 클래시 매거진으로 재런칭하였다. 이후 같은 해 PPA 매거진 어워드에서 베스트 뉴 매거진 상을 받았으며, 2005년과 2011년 레코드 오브 더 데이 어워드에서 올해의 음악 잡지상을 수상하였다.
2011년이 되면서 클래시는 완전히 새로운 모습을 선보이며, 이전의 느낌과는 다르게 예술적으로 주도적인 접근을 시도하였다. 2013년에는 스마트폰 채널을 출시해 iOS 애플 매거진 앱으로 디지털 매거진 어워드에서 최우수 음악 잡지 상을 수상하였다. 2014년 2월에는 안드로이드에서도 출시하였다.
2014년 11월, 잡지사에서 99번째 판을 발행하였으나, 온라인 우선 운영으로 전환하면서 인쇄 출판을 중단하였다. 이후 웹 기반의 서비스는 잡지가 신문 가판대에서 없어진 동안 계속되었다. 이후 2015년에 클래시가 2016년 2월부터 다시 월간 잡지로 다시 인쇄를 진행할 것이라고 발표하였으며, 100호 특집으로 부활하였다.

## 수상
- 디지털 매거진 어워드 2013 - 올해의 음악 잡지[6]
- 레코드 오브 더 데이 어워드 2011 - 올해의 잡지[7]
- PPA 스코틀랜드 매거진 어워드 2008 - 올해의 잡지[8][9]
- PPA 스코틀랜드 매거진 어워드 2008 - 소비자 선정 올해의 잡지[8][9]
- PPA 스코틀랜드 매거진 어워드 2007 - 소비자 선정 올해의 잡지 편집상
- PPA 스코틀랜드 매거진 어워드 2007 - 최우수 잡지 디자인상
- 레코드 오브 더 데이 어워드 2005 - 올해의 음악 잡지상
- PPA 스코틀랜드 매거진 어워드 2004 - 베스트 뉴 매거진

ClashMusic.com은 2008년 BT 디지털 뮤직 어워드에서 최우수 음악 잡지와 최우수 팟캐스트 부문에 후보로 올랐다.

## 웹사이트
- 클래시  - 공식 웹사이트